# Anomis aurantiaca
Anomis aurantiaca är en fjärilsart som beskrevs av Prittwitz 1867. Anomis aurantiaca ingår i släktet Anomis och familjen nattflyn. Inga underarter finns listade i Catalogue of Life.